# Conquistador anonyme
Pour les articles homonymes, voir Conquistador (homonymie).
Le Conquistador anonyme est l'expression couramment utilisée, depuis son invention par Francisco Javier Clavijero, pour désigner le chroniqueur inconnu de la Relation de quelques-unes des choses de la Nouvelle Espagne et  de la grande ville de Temistitan Mexico. Ce récit, publié à Venise en 1556 par Giovanni Battista Ramusio dans le troisième volume des Navigationi et Viaggi, a été attribué à l'origine simplement à un « gentilhomme du sieur Fernand Cortés ».